# BM Valladolid
Balonmano Valladolid er en spansk håndboldklub fra Valladolid, der spiller i den spanske håndboldliga, Liga ASOBAL.

## Historie
Klubben blev skabt i sommeren 1991 da de overtog ACD Michelin. Senere i 1975 blev klubben grundlagt under navnet Asociación Cultural Deportiva Michelín af medarbejderene i Michelin. I sommeren 1991 havde Michelin alvorlige økonomiske problemer hvilket betød at klubben kendt som ACD Michelin endte sin historie som klub det år. Derefter købte BM Michelin's plads i den Spansk håndboldklub og derfor ændrede navnet til Club Balonmano Valladolid. 
Den dag i dag bliver klubben kaldt Club Balonmano Cuatro Rayas Valladolid da vinmærket Cuatro Rayas er hovedsponsor for denne spanske håndboldklub.

## Danskere i klubben
- Patrick Eilert 2011 - 2013

## Meritter
- King's Cup: 2
  - Vindere: 2004/05, 2005/06
  - Tabende finalister: 1999/00
- ASOBAL Cup: 1
  - Vindere: 2002/03
- Supercopa ASOBAL
  - Tabende finalister: 2000/01
- EHF Cup
  - Tabende finalister: 1998/99
- EHF Challenge Cup
  - Tabende finalister: 1999/00
- EHF Cup Winner's Cup
  - Tabende finalister: 2003/04, 2005/06

## Halinformation
- Navn: Polideportivo Huerta del Rey
- By: Valladolid
- Kapacitet: 3,600 tilskuere
- Adresse: Joaquin Velasco Martin, s/n.